# One-Punch Man
One-Punch Man (ワンパンマン?, Wanpanman) è un manga realizzato da One e pubblicato sul suo blog a partire dal 3 luglio 2009.
La serie è diventata famosa in brevissimo tempo, con oltre 10 milioni di visite raggiunte e una media di circa 20.000 visite al giorno. Successivamente One è stato contattato dal disegnatore Yūsuke Murata sulla sua pagina Twitter, proponendo una collaborazione in cui Murata avrebbe ridisegnato le tavole già pronte. A partire dal 14 giugno 2012 la serie è stata serializzata sulla rivista online Weekly Young Jump con cadenza quindicinale e con i capitoli raccolti in tankōbon dal 4 dicembre 2012.
All'estero, Viz Media pubblica il manga ogni due settimane sulla rivista online Shonen Jump Alpha dal 14 gennaio 2013. In Italia il manga è stato annunciato dalla Panini Comics per Planet Manga al Lucca Comics & Games 2015.

## Trama
Dopo tre anni di allenamento, un venticinquenne di nome Saitama ha raggiunto il suo obiettivo: essere un eroe talmente forte da poter sconfiggere chiunque con un solo pugno. Tuttavia, essere diventato così potente ha reso talmente facile il ruolo di eroe a Saitama da renderlo perennemente annoiato e portarlo alla depressione. In seguito alla conoscenza del cyborg Genos (che diventerà suo allievo), Saitama entrerà a far parte dell'Associazione Eroi, un'organizzazione che riunisce gli eroi della Terra con lo scopo di combattere criminali, mostri e disastri vari. Il nuovo obiettivo di Saitama diventa quello di scalare le classifiche dell'associazione e diventare uno degli eroi più popolari.

## Personaggi

Il protagonista Saitama

Saitama (サイタマ?)
Doppiato da: Makoto Furukawa (ed. giapponese), Alessandro Campaiola (ed. italiana)
Il protagonista della serie. È un venticinquenne calvo e annoiato dal mondo che si allena da tre anni seguendo una severa routine giornaliera di 100 flessioni, 100 squat, 100 addominali, 10 km di corsa, tre pasti quotidiani e non utilizzando mai il condizionatore d'aria o il riscaldamento, riuscendo straordinariamente ad ottenere una forza sovrumana che gli permette di sconfiggere chiunque con un solo pugno, anche se in pochi ne sono a conoscenza. Inizialmente fa l'eroe per hobby, combattendo esseri misteriosi che compaiono qua e là, ma in seguito decide d'intraprendere la carriera di eroe professionista.
Genos (ジェノス?, Jenosu)
Doppiato da: Kaito Ishikawa (ed. giapponese), Flavio Aquilone (ed. italiana)
Deuteragonista della serie, Genos è un cyborg di diciannove anni rimasto colpito dalla forza mostrata da Saitama durante uno scontro con un mostro, decidendo così di diventare suo allievo. Nonostante il suo principale obiettivo rimanga quello di vendicarsi del cyborg che uccise la sua famiglia, grazie alla compagnia di Saitama e ai suoi consigli sembra aver sviluppato anche altri interessi. Come il suo maestro, anche Genos decide di entrare a far parte degli eroi professionisti, benché non di sua iniziativa.

## Media

### Manga
Il manga viene scritto da One e disegnato da Yūsuke Murata. A partire dal 14 giugno 2012 la serie è stata serializzata sulla rivista online Weekly Young Jump con cadenza quindicinale e con i capitoli raccolti in tankōbon dal 4 dicembre 2012 ed è tuttora in corso di pubblicazione.
In Italia il manga è stato annunciato dalla Panini Comics per Planet Manga al Lucca Comics & Games 2015. Il primo volume è stato pubblicato il 14 aprile 2016. La traduzione dei testi è curata da Edoardo Serino, mentre il lettering è realizzato da Monica Rossi.

### Anime

Copertina del primo cofanetto BD/DVD dell'edizione italiana

Come annunciato sul numero 15 del 2015 della rivista Weekly Young Jump, il manga è stato adattato in una serie televisiva anime con il primo video promozionale che è stato mostrato da Bandai Visual durante l'Anime Expo 2015. Realizzata dalla Madhouse, la serie è stata trasmessa su varie reti giapponesi dal 4 ottobre al 20 dicembre 2015 per 12 episodi. Oltre alla serie regolare in 12 episodi esiste anche una serie di 6 OAV. La sigla d'apertura è The Hero!! ~Ikareru Ken ni Honō o Tsukero~ (THE HERO!! ～怒れる拳に火をつけろ～? lett. "L'eroe!! Infuoca il pugno impetuoso") dei JAM Project, invece la sigla di chiusura è Hoshi yori saki ni mitsukete ageru (星より先に見つけてあげる? lett. "Ti troverò prima delle stelle"), interpretata da Hiroko Moriguchi.
Il 25 settembre 2016 viene annunciato dallo staff e dal cast dell'anime che si farà una seconda stagione della serie animata. Il 12 agosto 2018 in un evento giapponese dedicato interamente a One-Punch Man, viene annunciata la data di uscita della seconda stagione animata, fissata per il mese di aprile del 2019. La seconda stagione è stata trasmessa dal 9 aprile al 2 luglio 2019 per un totale di 12 episodi.
Nell'agosto 2022 è stata annunciata una terza stagione. Il 29 febbraio 2024 viene rilasciato un annuncio speciale che rivela cast e staff, e relativo video trailer. La trasmissione è prevista per ottobre 2025.
In Italia la prima stagione è stata trasmessa in streaming, in contemporanea col Giappone, dalla Dynit su VVVVID a partire dal 5 ottobre 2015. La versione doppiata in italiano dell'anime è trasmessa in streaming, su VVVVID e Repubblica.it, a partire dal 12 gennaio 2016. La seconda stagione, a differenza della prima, è stata doppiata da Viz Media Europe poi diventata Crunchyroll EMEA, mentre Dynit si è occupata solo della distribuzione in home video, avvenuta il 21 luglio 2021. Il doppiaggio italiano è curato da Cine Dubbing di Roma sotto la direzione di Fabrizio Mazzotta. L'adattamento dei dialoghi dell'edizione italiana è stato effettuato da Luigi Brunamonti e Ludovica Donati.

#### Home video
In Italia la serie è distribuita in home video dalla Dynit, che ha proposto un cofanetto DVD e Blu-Ray per ciascuna stagione.
| Volume | Episodi | Data di pubblicazione |
| ------ | ------- | --------------------- |
| 1      | 1-12    | 12 aprile 2017        |
| 2      | 12.5-24 | 21 luglio 2021        |

## Accoglienza
La serie ha avuto un ottimo responso dai visitatori del sito dell'autore originale, il quale ha ricevuto oltre 10 milioni di visite in breve tempo. Il manga ridisegnato da Yūsuke Murata è stato il nono manga più consigliato dai librai giapponesi nel 2013 mentre è stato tra i manga candidati al Taisho Manga Award del 2014. Il manga ha ottenuto un ottimo responso dalle vendite, piazzandosi nella top 100 dei volumi più venduti nel 2013 e nel 2014 e con oltre 4,5 milioni di copie stampate dei primi 6 volumi a novembre 2014. Ad aprile 2020, la serie ha venduto oltre 30 milioni di copie.